# Formación McRae
La formación geológica McRae es una formación situada en Nuevo México, Estados Unidos, la cual tiene estratos que datan de finales del Cretácico Tardío .
Restos de dinosaurios se encuentran entre los fósiles que se han recuperado de esta formación.

## Paleofauna de vertebrados

### Dinosauria
| Los Dinosaurios de la Formación McRae | Los Dinosaurios de la Formación McRae | Los Dinosaurios de la Formación McRae | Los Dinosaurios de la Formación McRae | Los Dinosaurios de la Formación McRae | Los Dinosaurios de la Formación McRae | Los Dinosaurios de la Formación McRae |
| Género                                | Especies                              | Ubicación                             | Posición estratigráfica               | Material                              | Notas | Imágenes                              |
| ------------------------------------- | ------------------------------------- | ------------------------------------- | ------------------------------------- | ------------------------------------- | --- | ------------------------------------- |
| Alamosaurus                           | A.sp                                  |                                       |                                       |                                       | Un titanosaurio, también presente en las formaciones Ojo Álamo, Kirtland, Javelina, North Horn, Black Peacks, El Picacho, etc.                                                                          |                                       |
| Triceratops                           | T.sp                                  |                                       |                                       |                                       | Un ceratópsido, también presente en las formaciones Evanston, Hell Creek, Lance, El Francés, Denver, Ferris, Scollard,etc.                                                                              |                                       |
| Tyrannosaurus                         | T.rex                                 |                                       |                                       |                                       | Un tiranosáurido, también presente en las formaciones Hell Creek, Lance, North Horn, Javelina, Ferris, Livingston, Willow Creek, Scorllard, Hill Creek South, El Francés, Tornillo, Denver y Frenchman. |                                       |